# Erzbistum Toliara
Das Erzbistum Toliara (lat.: Archidioecesis Toliaranus) ist eine in Madagaskar gelegene römisch-katholische Erzdiözese mit Sitz in Toliara.

## Geschichte
Das Erzbistum Toliara wurde am 8. April 1957 durch Papst Pius XII. aus Gebietsabtretungen des Bistums Fort-Dauphin als Bistum Tuléar errichtet und dem Erzbistum Tananarive als Suffraganbistum unterstellt. Am 11. Dezember 1958 wurde das Bistum Tuléar dem Erzbistum Fianarantsoa als Suffraganbistum unterstellt. Das Bistum Tuléar wurde am 28. Oktober 1989 in Bistum Toliara umbenannt.
Am 3. Dezember 2003 wurde das Bistum Toliara durch Papst Johannes Paul II. mit der Apostolischen Konstitution De universo dominico zum Erzbistum erhoben.

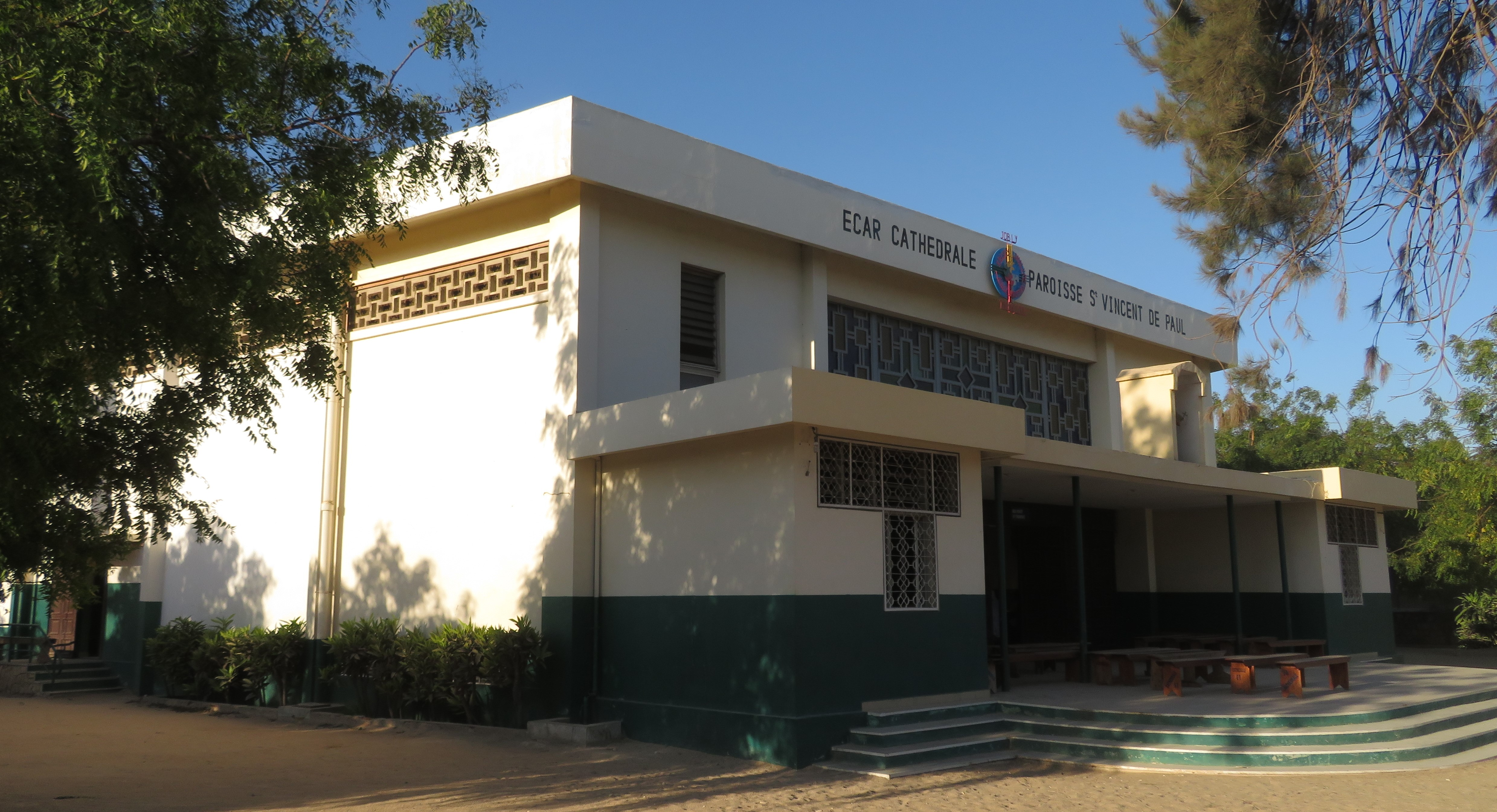
Dom in Toliara

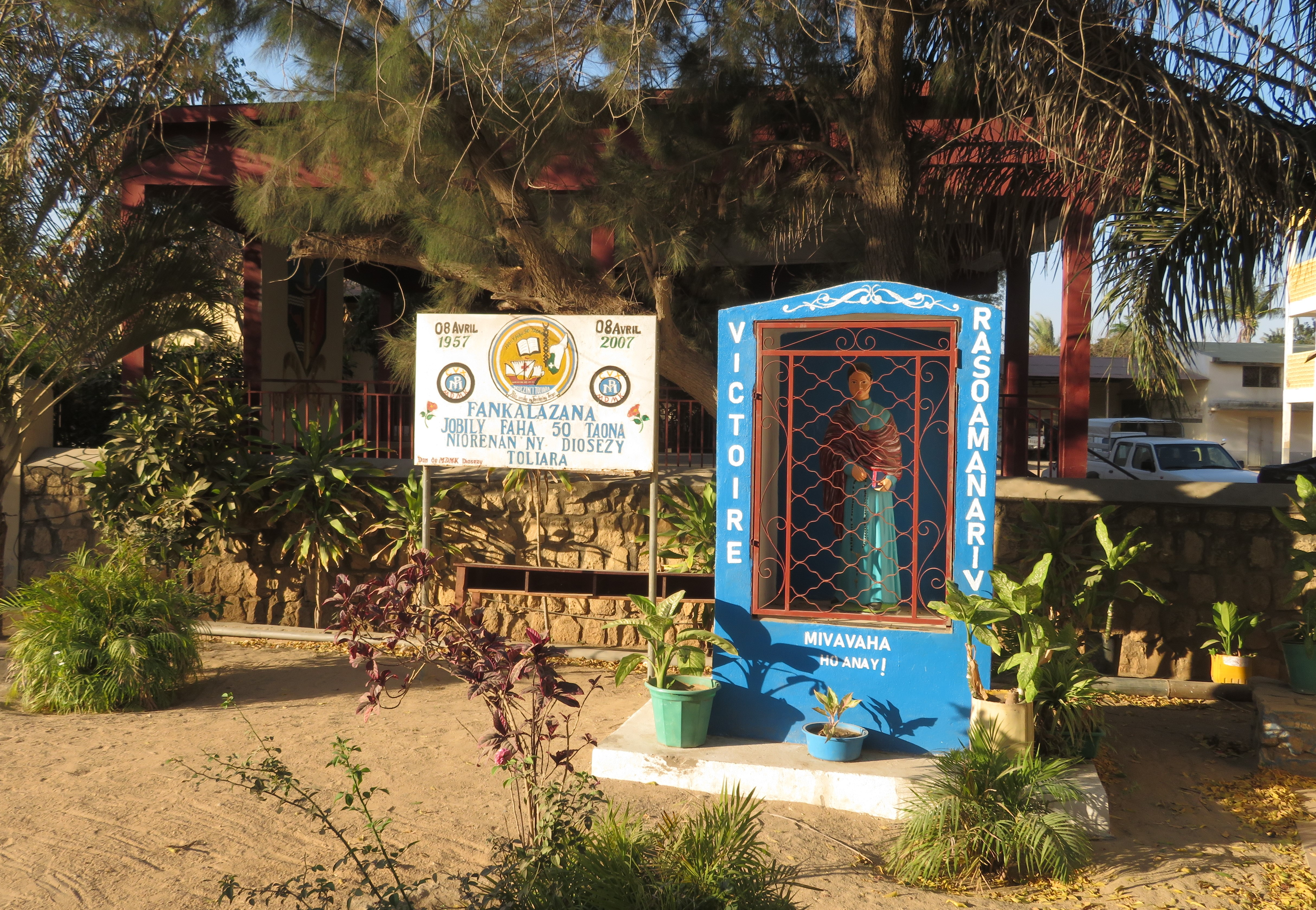
Gedenktafel am Dom zu Toliara zur Gründung des Erzbistums

## Ordinarien

### Bischöfe von Tuléar
- Michel-Henri Canonne AA, 1959–1974
- René Joseph Rakotondrabé, 1974–1989, dann Bischof von Toamasina

### Bischöfe von Toliara
- Fulgence Rabeony SJ, 1990–2003

### Erzbischöfe von Toliara
- Fulgence Rabeony SJ, 2003–2023
- Gustavo Bombin Espino OSsT, seit 2023